# Ilhas Três Irmãs
Ao sul da Ilha de Santa Catarina, da praia do Pântano do Sul, podem-se avistar as ilhas Três Irmãs.
Situadas no litoral do Estado brasileiro de Santa Catarina, no Oceano Atlântico. Fazem parte do território do município de Palhoça, muitos creditam erroneamente o município de Florianópolis. 
As ilhas Três Irmãs fazem parte do Parque Estadual da Serra do Tabuleiro a partir do Decreto Estadual nº 1.260/75. 
- Irmã do Meio                      (MAPA)
- Irmã Pequena (ou Costeira)        (MAPA)
- Irmã de Fora                      (MAPA)